# Janelle Monáe
Janelle Monáe Robinson (Kansas City, Kansas, 1 de diciembre de 1985) es una cantante, compositora, productora y actriz estadounidense.

## Vida personal
Es una persona de género no binario y sus pronombres son elle y ella. Además, ha mencionado en varias entrevistas que es pansexual.

## Trayectoria

### Inicios
Nació en Kansas City en 1985 y desde pequeña se interesó por la música. Se marchó a Nueva York para estudiar arte dramático en la Academia de Musicales y Dramáticos, con la intención de convertirse en artista de musicales en Broadway. Sin embargo, Monáe recondujo su trayectoria a la música pop, porque consideró que era la más apropiada para sus aspiraciones. Posteriormente, se mudó a Atlanta, donde fundó la Wondaland Arts Society junto a colaboradores como Nate Wonder y Chuck Lightning, que se convirtieron en sus principales apoyos para su carrera.
En Atlanta conoció a Big Boi, entonces miembro de Outkast, quien descubrió la artista a Sean Combs, rapero y dueño de la discográfica Bad Boy Records, con la que firmaría en 2006 su primer contrato profesional. Monáe trabajó en Metrópolis, concebido en principio como un álbum conceptual en cuatro partes, y ambientado en un alter ego, Cindy Mayweather, presente en una comunidad de androides. El concepto se inspiró en distintas obras, especialmente en la película alemana Metrópolis (Fritz Lang, 1927).
Su primer EP, Metrópolis: Suite I (The Chase) (2007), se publicó solo en internet, pero tuvo escasa repercusión, por lo que Bad Boy Records lo relanzó en formato físico un año después. Su trabajo mezclaba géneros, y recibió una buena valoración de la crítica especializada. Gracias a Metrópolis: Suite I, Monáe comenzó a ser contratada en festivales musicales como SXSW, actuó como telonera de No Doubt y fue nominada a los Premios Grammy, en la categoría de mejor actuación alternativa, por su sencillo Many Moons.

### The ArchAndroid
En noviembre de 2009, Monáe redefinió su trabajo y reveló el título de su primer álbum, The ArchAndroid (Suites II and III), que fue publicado el 18 de mayo de 2010. En él combinaba dos de las cuatro partes en las que iba a estar dividido su proyecto, y planeó grabar un videoclip por cada canción, para crear una película y novela gráfica basada en el álbum. The ArchAndroid se marcó los mismos objetivos de su primer trabajo, mezclando distintos géneros de la música moderna, contó con la colaboración de grupos como Of Montreal, Big Boi o Saul Williams, y fue bien recibido por la crítica. Además, algunas canciones como Tightrope o Cold War llegaron a las listas de éxitos estadounidenses.
Monáe fue premiada en 2010 por la American Society of Composers, Authors and Publishers y fue nominada a los Premios Grammy de 2011 en dos categorías de R&B: mejor actuación alternativa (Tightrope), y mejor álbum contemporáneo.

### The Electric Lady
En 2011 comenzó a trabajar en su siguiente disco "The Electric Lady", que tardó dos años en salir al mercado. Ese mismo año colaboró en el sencillo "We Are Young" del grupo indie Fun., que fue un éxito de ventas y llegó al número 1 de la lista Billboard Hot 100.
El primer tema de su nuevo álbum fue "Q.U.E.E.N.", para el que contó con la colaboración de Erykah Badu, y se publicó el 23 de abril de 2013. Su segundo adelanto fue "Dance Apocalyptic", editado a comienzos de julio. En este disco mantuvo el estilo de los anteriores, con concesiones a géneros musicales alternativos como el jazz y el góspel, y amplió sus colaboraciones con artistas como Prince, Miguel, Solange Knowles y Esperanza Spalding. "The Electric Lady" salió a la venta el 6 de septiembre de 2013.

### Colaboración con Duran Duran
En 2015 Janelle, colaboró con la mítica banda inglesa Duran Duran junto a Nile Rodgers y Mark Ronson, en el sencillo Pressure Off que sería estrenado previamente el 19 de junio de 2015, y que apareciera en el álbum Paper Gods como primer sencillo, que se estrenaría mundialmente el 11 de septiembre del 2015 alcanzando los primeros puestos en Estados Unidos y Reino Unido.
También aparecía en varias ocasiones acompañando a la banda para promocionar el disco en vivo y en algunas fechas como invitada en el Paper Gods Tour.

### Dirty Computer
En 2018 se publicaron al mismo tiempo los primeros sencillos llamados "Django Jane" y "Make Me Feel" . Ambos sencillos fueron aclamados mundialmente, "Django Jane" por parecer influenciado por Kendrick Lamar y "Make Me Feel" por Prince.
Posteriormente se publicó el tercer sencillo "PYNK" en colaboración con la cantante Grimes. Esta canción es un himno a la feminidad y el lesbianismo y fue aclamada por el uso de sonidos minimalistas. Después se publicó el cuarto sencillo "I Like That".
El álbum salió el 27 de abril de 2018, llegando a debutar en Metacritic con una puntuación de 99, lo que le sirvió para ser mundialmente aclamado. El álbum fue producido por Prince y gracias a este disco Monáe llegó a ser comparada con artistas de la talla de Björk, FKA Twigs y Kate Bush.

## Estilo musical e influencias

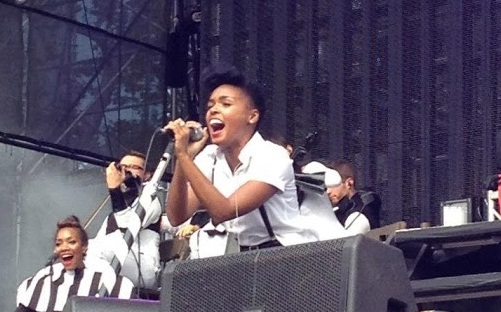
Janelle Monáe cantando en el festival Made in America, en Filadelfia, en septiembre de 2012.

Janelle Monáe toma múltiples referencias artísticas, tanto del mundo musical como de otras expresiones culturales, para sus trabajos. Aunque en las nominaciones a los premios Grammy se le ha encuadrado dentro del rhythm and blues, introduce distintos estilos en sus canciones, que hacen de sus trabajos una obra conceptual. El diario británico The Guardian señaló que algunas de sus influencias musicales han sido Michael Jackson, David Bowie, Erykah Badu, James Brown, Grace Jones, OutKast e Incredible String Band, entre otros muchos artistas.
En sus dos trabajos, Monáe ha hecho referencia a un alter ego llamado Cindi Mayweather, que según la cantante viviría en el año 2719, y estaría considerada como una figura mesiánica en un mundo de androides. Esta figura está inspirada en obras de ciencia ficción y especialmente en la película germana Metrópolis, de Fritz Lang, si bien existen otras referencias culturales en sus trabajos, como el teatro musical. En cuanto a su imagen pública, Monáe se caracteriza por vestir esmoquin o trajes discretos en sus conciertos, normalmente de pocos colores, que define como "un uniforme estándar, clásico y un estilo de vida que disfruto". A su vez, suele ir peinada con tupé, similar al de artistas rockabilly.

## Filmografía

### Películas
| Año  | Título                              | Rol          | Notas                                                  |
| ---- | ----------------------------------- | ------------ | ------------------------------------------------------ |
| 2014 | Río 2                               | Dr. Monae    | Voz Banda sonora                                       |
| 2016 | Moonlight                           | Teresa       |                                                        |
| 2016 | Hidden Figures                      | Mary Jackson | Anexo:Premio del Sindicato de Actores al mejor reparto |
| 2018 | Bienvenidos a Marwen                | Julie        |                                                        |
| 2019 | UglyDolls: Extraordinariamente feos | Mandy        | Voz                                                    |
| 2019 | Harriet                             | Marie        |                                                        |
| 2019 | La dama y el vagabundo              | Peg          | Voz                                                    |
| 2020 | Antebellum                          | Veronica     |                                                        |
| 2022 | Glass Onion: A Knives Out Mystery   | Andi/Helen   |                                                        |

### Televisión
| Año  | Título                     | Rol                            | Notas                   |
| ---- | -------------------------- | ------------------------------ | ----------------------- |
| 2009 | Stargate Universe          | Ella misma                     | Cantando "Many Moons"   |
| 2010 | Bailando con las estrellas | Ella misma                     | Cantando "Tightrope"    |
| 2013 | American Dad!              | Stan Smith (en transformación) | Voz                     |
| 2013 | Saturday Night Live        | Ella misma                     | Junto con Edward Norton |
| 2017 | Electric Dreams            | Alice                          | Episodio: "Autofac"     |
| 2018 | "The Voice"                | Ella misma                     | Cantando "Make Me Feel" |
| 2020 | "Sex,explained"            | Narradora                      | Producción Netflix +Vox |
| 2020 | Homecoming                 | Protagonista                   | Segunda temporada       |

## Discografía

### Álbumes
- 2007: Metrópolis: Suite I (The Chase) (EP)
- 2010: The ArchAndroid (Suites II and III)
- 2013: The Electric Lady
- 2018: Dirty Computer
- 2023: The age of pleasure

### Sencillos
Como solista
| Año  | Título                              | Álbum                             |
| ---- | ----------------------------------- | --------------------------------- |
| 2006 | «Peachtree Blues»                   | Broadcasting the Definition       |
| 2006 | «Lettin' Go»                        | The Audition                      |
| 2007 | «Violet Stars Happy Hunting!»       | Metrópolis: Suite I (The Chase)   |
| 2008 | «Sincerely, Jane.»                  | Metrópolis: Suite I (The Chase)   |
| 2008 | «Many Moons»                        | Metrópolis: Suite I (The Chase)   |
| 2009 | «Come Alive (The War of the Roses)» | The ArchAndroid                   |
| 2010 | «Tightrope» (con Big Boi)           | The ArchAndroid                   |
| 2010 | «Cold War»                          | The ArchAndroid                   |
| 2010 | «Shape of Things to Come»           | —                                 |
| 2013 | «Q.U.E.E.N.» (con Erykah Badu)      | The Electric Lady                 |
| 2013 | «Dance Apocalyptic»                 | The Electric Lady                 |
| 2013 | «PrimeTime» (con Miguel)            | The Electric Lady                 |
| 2014 | «What Is Love»                      | Banda sonora de Rio 2             |
| 2014 | «Heroes»                            | Pepsi Beats of the Beautiful Game |
| 2015 | Yoga                                | Wondaland Presents: The Eephus    |
| 2018 | Make Me Feel                        | Dirty Computer                    |
| 2018 | Django Jane                         | Dirty Computer                    |
| 2018 | PYNK                                | Dirty Computer                    |
| 2018 | I Like That                         | Dirty Computer                    |

Colaboraciones
| Año  | Título               | Artista(s)      | Álbum                   |
| ---- | -------------------- | --------------- | ----------------------- |
| 2009 | «Open Happiness»     | Varios artistas | —                       |
| 2011 | «We Are Young»       | Fun             | Some Nights             |
| 2013 | «Special Education"» | Goodie Mob      | Age Against the Machine |
| 2015 | «Venus fly»          | Grimes          | Art Angels              |
| 2015 | «Pressure Off»       | Duran Duran     | Paper Gods              |

## Premios y nominaciones
| Año  | Premio                                  | Categoría                                                 | Resultado |
| ---- | --------------------------------------- | --------------------------------------------------------- | --------- |
| 2009 | Premios Grammy                          | Mejor interpretación Urban/Alternativo (Many Moons)       | Nominado  |
| 2010 | Premios ASCAP                           | Premio de vanguardia                                      | Ganador   |
| 2010 | MTV Video Music Awards                  | Mejor coreografía (Tightrope)                             | Nominado  |
| 2010 | MTV Video Music Brazil                  | Aposta Internacional (International Bet)                  | Nominado  |
| 2010 | Soul Train Awards                       | Premio Centric                                            | Ganador   |
| 2010 | Soul Train Awards                       | Best Dance Performance ("Tightrope")                      | Nominado  |
| 2011 | Premios Grammy                          | Mejor álbum contemporáneo de R&B (The ArchAndroid)        | Nominado  |
| 2011 | Premios Grammy                          | Mejor interpretación Urban/Alternativo (Tightrope)        | Nominado  |
| 2011 | International Dance Music Awards        | Artista revelación                                        | Nominado  |
| 2011 | O Music Awards                          | Best iTunes LP (The ArchAndroid)                          | Nominado  |
| 2011 | NME Awards                              | Mejor canción ("Tightrope")                               | Ganador   |
| 2012 | Black Girls Rock! Awards                | Young, Gifted & Black Award                               | Ganador   |
| 2013 | Grammy Awards                           | Álbum del año (Some Nights)                               | Nominado  |
| 2013 | Grammy Awards                           | Mejor grabación del año ("We Are Young")                  | Nominado  |
| 2013 | Grammy Awards                           | Mejor interpretación de pop de dúo/grupo ("We Are Young") | Nominado  |
| 2013 | MTV Video Music Awards                  | Mejor dirección artística ("Q.U.E.E.N.")                  | Ganador   |
| 2013 | Soul Train Awards                       | Mejor artista R&B/Soul                                    | Nominado  |
| 2013 | Soul Train Awards                       | The Ashford and Simpson Songwriter's Award ("Q.U.E.E.N.") | Nominado  |
| 2013 | Soul Train Awards                       | Mejor interpretación dance ("Q.U.E.E.N.")                 | Nominado  |
| 2013 | Soul Train Awards                       | Video del año ("Q.U.E.E.N.")                              | Ganador   |
| 2013 | Soul Train Awards                       | Mejor colaboración ("Q.U.E.E.N.")                         | Nominado  |
| 2013 | Billboard's Women in Music              | Rising Star Award                                         | Ganador   |
| 2014 | Variety Breakthrough of the Year Awards | Breakthrough in Music Award                               | Ganador   |
| 2014 | Brit Awards                             | Mejor solista femenina internacional                      | Nominado  |
| 2014 | NAACP Image Awards                      | Outstanding Female Artist                                 | Nominado  |
| 2014 | NAACP Image Awards                      | Outstanding Music Video ("Q.U.E.E.N.")                    | Ganador   |
| 2014 | NAACP Image Awards                      | Outstanding Song ("Q.U.E.E.N.")                           | Nominado  |
| 2014 | NAACP Image Awards                      | Outstanding Album (The Electric Lady)                     | Nominado  |
| 2014 | BET Awards 2014                         | Mejor artista femenina R&B/Pop                            | Nominado  |
| 2014 | Soul Train Awards                       | Mejor artista femenina R&B/Soul                           | Nominado  |
| 2014 | Soul Train Awards                       | Álbum del año (The Electric Lady)                         | Nominado  |
| 2014 | Soul Train Awards                       | Mejor interpretación dance ("Electric Lady")              | Nominado  |
| 2014 | Soul Train Awards                       | Mejor colaboración ("PrimeTime")                          | Nominado  |